# Üdv a világomban!
Az Üdv a világomban! (eredeti cím: Welcome to Me) 2014-es amerikai dramedy, melyet Shira Piven rendezett és Eliot Laurence írt. A főszerepben Kristen Wiig, James Marsden, Linda Cardellini és Wes Bentley látható. A film 2015. május 1-jén került a mozikba korlátozott ideig, és általánosságban pozitív véleményeket kapott a kritikusoktól.

## Rövid történet
Amikor a mentális betegséggel élő Alice Klieg megnyeri a Mega Millions lottót, azonnal felhagy a gyógyszerei szedésével, és saját talk show-t indít.

## Szereplők

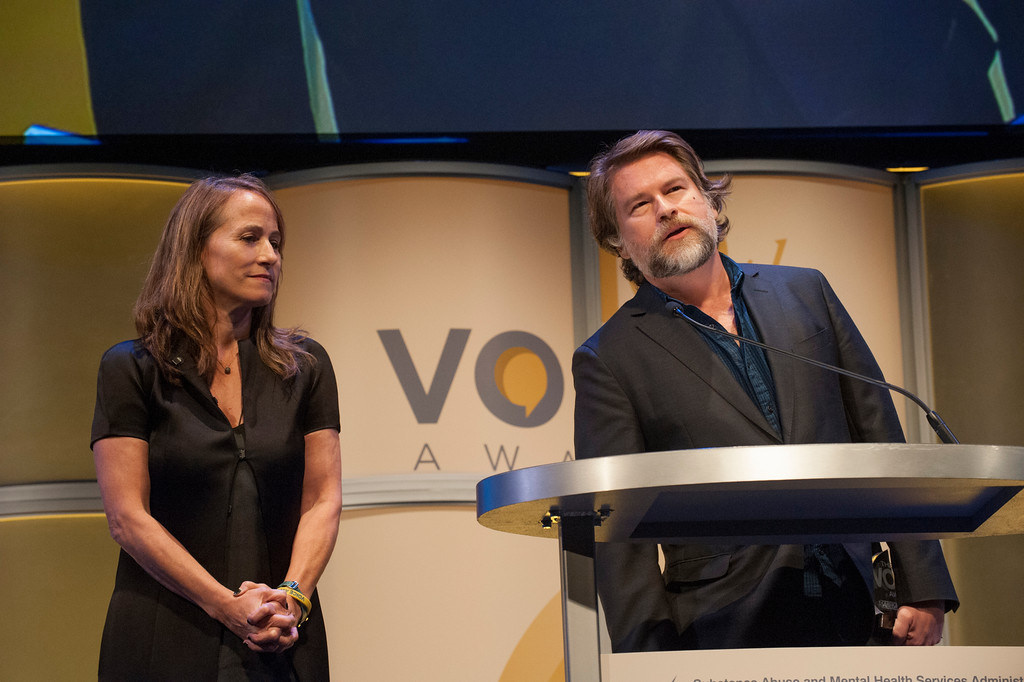
Eliot Laurence forgatókönyvíró és Shira Piven rendező a színpadon, 2015-ben.

| Színész              | Szerep           | Magyar hang    |
| -------------------- | ---------------- | -------------- |
| Kristen Wiig         | Alice Klieg      | Ruttkay Laura  |
| Wes Bentley          | Gabe Ruskin      | Simon Kornél   |
| Linda Cardellini     | Gina Selway      | Bognár Anna    |
| Joan Cusack          | Dawn Hurley      | Madarász Éva   |
| Loretta Devine       | Barb Vaughn      | Andresz Kati   |
| Jennifer Jason Leigh | Deb Moseley      | Hámori Eszter  |
| Thomas Mann          | Rainer Ybarra    | Berkes Bence   |
| James Marsden        | Rich Ruskin      | Széles Tamás   |
| Tim Robbins          | Dr. Daryl Moffat | Sörös Sándor   |
| Alan Tudyk           | Ted Thurber      | Czvetkó Sándor |

## Megjelenés
A film premierje a 2014-es Torontói Nemzetközi Filmfesztiválon volt 2014. szeptember 5-én.

## Bevétel
Az Egyesült Államokban 2015. május 1-jén került a mozikba. A film 2 vetítésen 38 168 dollár bevételt hozott. A következő héten a 41. helyről a 29. helyre ugrott, 188 067 dollárt keresve 133 vetítésen. A film 625 727 dollárral zárt, miután hét hetet töltött a bevételi listán.

## Médiakiadás
A film 2015. május 8-án a könyvtárak által használt "hoopla" nevű online streaming médiaszolgáltatáson keresztül is megjelent. Ez volt az első alkalom, hogy egy először vetített filmet egyszerre mutattak be a mozikban és a hooplán. 2015. május 8-tól Video on Demand módon és a digitális szolgáltatókon is megjelent.
A film 2015. június 16-án jelent meg DVD-n és Blu-rayen az Egyesült Államokban.